# STS-132
STS-132 var en flygning i USA:s rymdfärjeprogram till Internationella rymdstationen ISS. Flygningen utfördes med rymdfärjan Atlantis. Man levererade och installerade bland annat den ryska modulen Mini-Research Module 1 (MRM1), samt hade med sig förnödenheter. Starten skedde den 14 maj 2010 kl. 20.20 svensk tid och landningen den 26 maj 2010 kl. 14.48 svensk tid. Uppdraget var Atlantis sista planerade rymdfärd, och hon gick därefter i pension efter 25 års service och 32 st flygningar.

## Aktiviteter

### Innan uppskjutning
Atlantis rullade över från sin hangar till Vehicle Assembly Building den 13 april 2010, överflyttningen tog längre tid än normalt då många fotografier togs längs vägen eftersom detta är Atlantis sista planerade överrullning. Atlantis rullade ut till startplatta 39A den 22 april 2010 efter några dagars försening på grund av dåligt väder.

### Aktiviteter dag för dag

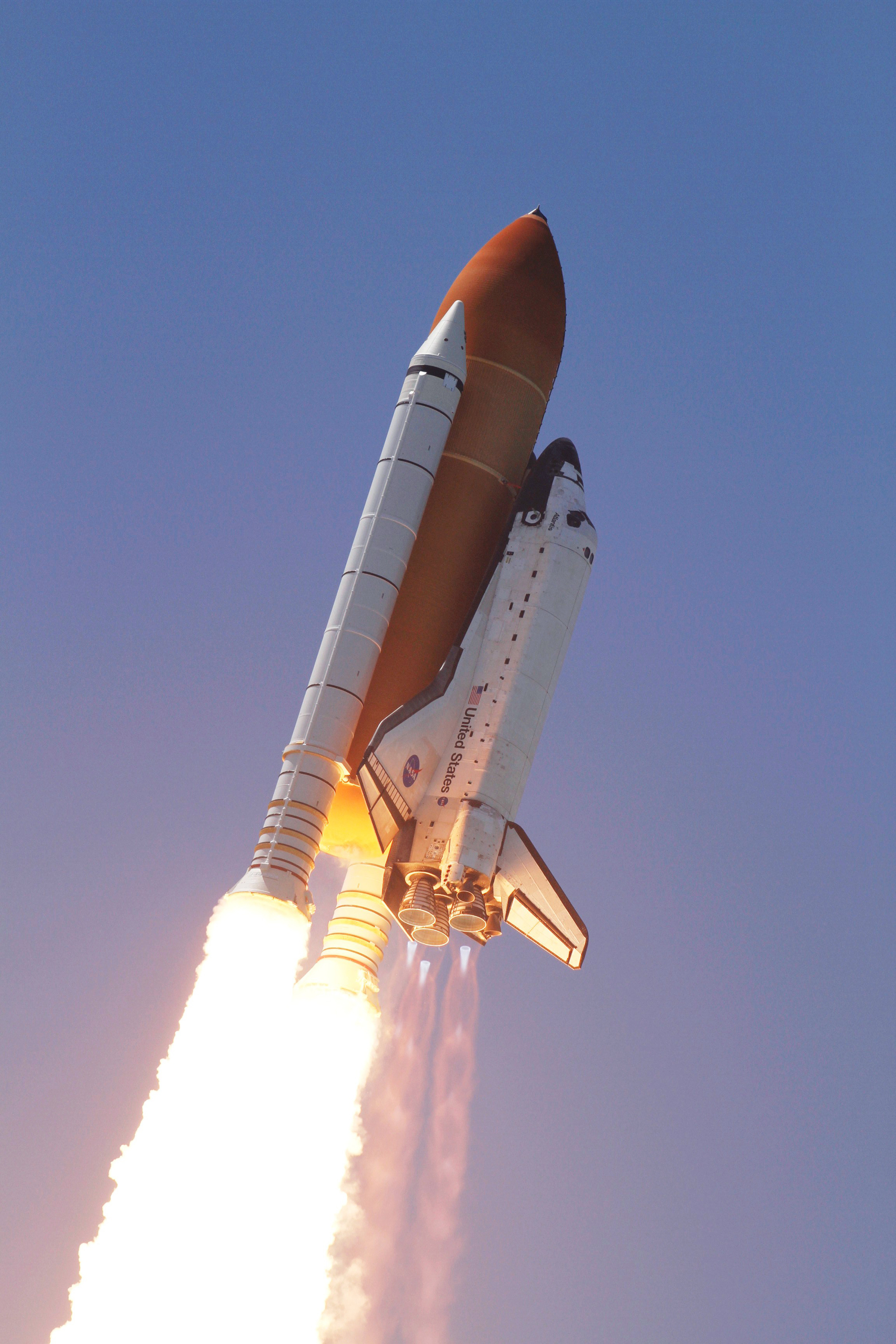
Atlantis lyfter från Kennedy Space Center den 14 maj kl. 20.20 svensk tid.

Dag 1: Atlantis startade som planerat kl. 20.20 svensk tid. Den 8 minuter långa färden till omloppsbana gick utan några problem. Besättningen öppnade därefter lastutrymmesdörrarna samt gjorde om Atlantis från en uppskjutningsfarkost till ett hem för de kommande 12 dagarna.
Dag 2: Besättningen undersöker Atlantis värmesköld, samt förbereder inför dockningen med ISS.
Dag 3: Atlantis dockade med ISS kl. 16.27 svensk tid. När färjan befann sig under ISS så genomförde befälhavare Ken Ham en 360 gradig flipp med Atlantis så besättningen på ISS kunde ta fotografier av färjans undersida. Man förberedde även inför EVA 1.
Dag 4: Den första rymdpromenaden utfördes med endast några mindre problem. Det som krånglade var en av stationens huvuddatorer som slutade fungera, och då stängs alla icke kritiska operationer och sätts i vänteläge, vilket även innefattade robotarmen som just då användes till rymdpromenaden. Datorn startade igång som vanligt efter ett tag och rymdpromenaden kunde fortsätta som vanligt.
Dag 5: MRM-1 dockades till ISS genom en förflyttning från Atlantis lastutrymme. Befälhavare Ken Ham styrde Atlantis robotarm och lämnade sedan över MRM-1 till stationens robotarm som styrdes av uppdragsspecialisten Garrett Reisman som i sin tur dockade MRM-1 till dess permanenta plats. Man fortsatte även med överföringsarbetena samt förberedelser inför EVA 2.
Dag 6: Den andra rymdpromenaden utfördes utan några problem. Överföringsarbetena fortsatte löpande under dagen.
Dag 7: Fortsatta överföringsarbeten samt förberedelser inför EVA 3. Besättningen hade även en ledig tid.
Dag 8: Den tredje och sista rymdpromenaden avklarades utan några större problem. Besättningen fortsatte även med de sista överföringsarbetena.
Dag 9: Besättningen hade ledig tid samt avklarade de sista överföringsarbetena. Förberedelser inför utdockningen ägde även rum.
Dag 10: Atlantis dockade ut från ISS kl. 17.22 svensk tid. Pilot Tony Antonelli flög sedan färjan ett varv runt stationen så bilder kunde tas. Han tände sedan Atlantis jetmotorer för att färjan skulle hamna på ett säkert avstånd från stationen.
Dag 11: Besättningen utförde de sista inspektionerna av färjans värmeskydd samt hade presskonferens med media.
Dag 12: Besättningen förberedde inför landning, genom att stuva undan material och montera upp flygstolarna som stuvades undan första dagen.
Dag 13: Atlantis landade på bana 33 på Kennedy Space Center kl. 14.48 svensk tid. Därmed avslutades uppdraget STS-132 och det sista uppdraget för Atlantis som därmed gick i pension efter 25 års service och 32 st flygningar.

### Rymdpromenader
EVA 1: En KU-bandsantenn installerades, för att detta skulle fungera behövdes en hel del bultar lösgöras samt en del kablar kopplas om. Reisman och Bowen utförde rymdpromenaden.
EVA 2: Tre av sex batterier på P6s b-sida bytes ut. Batterierna på a-sidan byttes ut under STS-127. Bowen och Good utförde rymdpromenaden.
EVA 3: Resterande tre batterier på P6s b-sida byttes ut, alltså kom den andra och tredje rymdpromenaden att se nästan helt lika ut. Good och Reisman utförde rymdpromenaden.

## Besättning
- USA Kenneth T. Ham befälhavare. Tidigare rymdfärder STS-124
- USA Dominic A. Antonelli pilot. Tidigare rymdfärder STS-119
- USA Stephen G. Bowen uppdrasspecialist. Tidigare rymdfärder STS-126
- USA Michael T. Good uppdragsspecialist. Tidigare rymdfärder STS-125
- USA Piers J. Sellers uppdragsspecialist. Tidigare rymdfärder STS-112, STS-121
- USA Garrett Reisman uppdrasspecialist. Tidigare rymdfärder Expedition 17

## Väckningar
Under Geminiprogrammet började NASA spela musik för besättningar och sedan Apollo 15 har man varje "morgon" väckt besättningen med ett särskilt musikstycke, särskilt utvalt antingen för en enskild astronaut eller för de förhållanden som råder.
| Dag | Låt                            | Artist/Kompositör  | Spelad för           | Länk     |
| --- | ------------------------------ | ------------------ | -------------------- | -------- |
| 2   | "You're My Home"               | Billy Joel         | Kenneth Ham          | WAV, MP3 |
| 3   | "Sweet Home Alabama"           | Lynyrd Skynyrd     | Dominic A. Antonelli | WAV, MP3 |
| 4   | "Alive Again"                  | Matt Maher         | Michael T. Good      | WAV, MP3 |
| 5   | "Macho Man"                    | Village People     | Garrett Reisman      | WAV, MP3 |
| 6   | "Start Me Up"                  | The Rolling Stones | Piers Sellers        | WAV, MP3 |
| 7   | "Welcome to the Working Week"  | Elvis Costello     | Stephen Bowen        | WAV, MP3 |
| 8   | "Travelin' Light"              | JJ Cale            | Piers Sellers        | WAV, MP3 |
| 9   | "Shine"                        | Matt Redman        | Michael T. Good      | WAV, MP3 |
| 10  | "These Are Days"               | 10,000 Maniacs     | Dominic A. Antonelli | WAV, MP3 |
| 11  | Tema från "Wallace och Gromit" | Julian Nott        | Stephen Bowen        | WAV, MP3 |
| 12  | "Empire State of Mind"         | Jay-Z              | Garrett Reisman      | WAV, MP3 |
| 13  | "Supermassive Black Hole"      | Muse               | Kenneth Ham          | WAV, MP3 |